# Breeders' Cup Turf
Groupe 1
La Breeders' Cup Turf est l'une des épreuves de la Breeders' Cup. Elle est ouverte aux chevaux de 3 ans et plus, et se déroule sur la distance de 2 400 m sur le gazon. L'allocation s'élève à 4 000 000 $.

## Records
- Chevaux :
  - 2 victoires – High Chaparral (2002, 2003), Conduit (2008, 2009), Rebel's Romance (2022, 2024)
- Jockeys
  - 5 victoires – Ryan Moore : Conduit (2008, 2009), Magician (2013), Found (2014), Auguste Rodin (2023)
- Entraîneurs
  - 7 victoires – Aidan O'Brien : High Chaparral (2002, 2003), St Nicholas Abbey (2011), Magician (2013), Found (2014), Highland Reel (2016), Auguste Rodin (2023)
- Propriétaire
  - 7 victoires – Coolmore : High Chaparral (2002, 2003), St Nicholas Abbey (2011), Magician (2013), Found (2014), Highland Reel (2016), Auguste Rodin (2023)

## Palmarès
| Année | Hippodrome         | Vainqueur            | S/A | Pays               | Père                     | Jockey                    | Entraîneur                     | Propriétaire                    | Deuxième          | Troisième         | Temps   |
| ----- | ------------------ | -------------------- | --- | ------------------ | ------------------------ | ------------------------- | ------------------------------ | ------------------------------- | ----------------- | ----------------- | ------- |
| 2024  | Del Mar            | Rebel's Romance      | H.6 | Royaume-Uni        | Dubawi                   | William Buick             | Charlie Appleby                | Godolphin                       | Rousham Park      | Shahryar          | 2'26"07 |
| 2023  | Santa Anita Park   | Auguste Rodin        | M.3 | Irlande            | Deep Impact              | Ryan Moore                | Aidan O'Brien                  | Coolmore                        | Up To The Mark    | Shahryar          | 2'24"30 |
| 2022  | Keeneland          | Rebel's Romance      | H.4 | Royaume-Uni        | Dubawi                   | James Doyle               | Charlie Appleby                | Godolphin                       | Stone Age         | War Like Goddess  | 2'26"35 |
| 2021  | Del Mar            | Yibir                | H.3 | Royaume-Uni        | Dubawi                   | William Buick             | Charlie Appleby                | Godolphin                       | Broome            | Teona             | 2'25"90 |
| 2020  | Keeneland          | Tarnawa              | F.4 | Irlande            | Shamardal                | Colin Keane               | Dermot Weld                    | S.A. Aga Khan                   | Magical           | Channel Maker     | 2'28"02 |
| 2019  | Santa Anita Park   | Bricks and Mortar    | M.5 | États-Unis         | Giant's Causeway         | Irad Ortiz, Jr.           | Chad Brown                     | Klaravich Stables & W. Lawrence | United            | Anthony Van Dyck  | 2'24"73 |
| 2018  | Churchill Downs    | Enable               | F.4 | Royaume-Uni        | Nathaniel                | Frankie Dettori           | John Gosden                    | Khalid Abdullah                 | Magical           | Sadler's Joy      | 2'32"65 |
| 2017  | Del Mar            | Talismanic           | M.4 | France             | Medaglia d'Oro           | Mickaël Barzalona         | André Fabre                    | Godolphin                       | Beach Patrol      | Highland Reel     | 2'26"19 |
| 2016  | Santa Anita Park   | Highland Reel        | M.4 | Irlande            | Galileo                  | James-A. Heffernan        | Aidan O'Brien                  | Coolmore                        | Flintshire        | Found             | 2'23"00 |
| 2015  | Keeneland          | Found                | F.3 | Irlande            | Galileo                  | Ryan Moore                | Aidan O'Brien                  | Coolmore                        | Golden Horn       | Big Blue Kitten   | 2'32"06 |
| 2014  | Santa Anita Park   | Main Sequence        | H.5 | Royaume-Uni        | Aldebaran                | John Velazquez            | Graham Motion                  | Écurie Niarchos                 | Flintshire        | Twilight Eclipse  | 2'24"91 |
| 2013  | Santa Anita Park   | Magician             | M.3 | Irlande            | Galileo                  | Ryan Moore                | Aidan O'Brien                  | Coolmore                        | The Fugue         | Indy Point        | 2'23"23 |
| 2012  | Santa Anita Park   | Little Mike          | H.5 | États-Unis         | Spanish Steps            | Ramon Dominguez           | Dale Romans                    | Priscilla Vaccarezza            | Point of Entry    | St Nicholas Abbey | 2'22"83 |
| 2011  | Churchill Downs    | St Nicholas Abbey    | M.4 | Irlande            | Montjeu                  | Joseph O'Brien            | Aidan O'Brien                  | Coolmore                        | Sea Moon          | Brilliant Speed   | 2'28"85 |
| 2010  | Churchill Downs    | Dangerous Midge      | M.4 | Royaume-Uni        | Lion Heart               | Frankie Dettori           | Brian J. Meehan                | Iraj Parvizi                    | Champ Pegasus     | Bekhabad          | 2'29"40 |
| 2009  | Santa Anita Park   | Conduit              | M.4 | Royaume-Uni        | Dalakhani                | Ryan Moore                | Sir Michael Stoute             | Ballymacoll Stud                | Presious Passion  | Dar Re Mi         | 2'23"75 |
| 2008  | Santa Anita Park   | Conduit              | M.3 | Royaume-Uni        | Dalakhani                | Ryan Moore                | Sir Michael Stoute             | Ballymacoll Stud                | Eagle Mountain    | Dancing Forever   | 2'23"42 |
| 2007  | Monmouth Park      | English Channel      | M.5 | États-Unis         | Smart Strike             | John R. Velazquez         | Todd A. Pletcher               | James T. Scatuorchio            | Shamdinan         | Red Rocks         | 2'36"96 |
| 2006  | Churchill Downs    | Red Rocks            | M.3 | Royaume-Uni        | Galileo                  | Frankie Dettori           | Brian Meehan                   | J. Paul Reddam                  | Better Talk Now   | English Channel   | 2'27"32 |
| 2005  | Belmont Park       | Shirocco             | M.4 | Allemagne          | Monsun                   | Christophe Soumillon      | André Fabre                    | Baron G. von Ullmann            | Ace               | Azamour           | 2'29"20 |
| 2004  | Lone Star Park     | Better Talk Now      | H.5 | États-Unis         | Talkin Man               | Ramon A. Dominguez        | Graham Motion                  | Bushwood Stables                | Kitten's Joy      | Powerscourt       | 2'29"70 |
| 2003  | Santa Anita Park   | High Chaparral Johar | M.4 | Irlande États-Unis | Sadler's Wells Gone West | Michael Kinane Alex Solis | Aidan O'Brien Richard Mandella | Coolmore The Thoroughbred Corp. |                   | Falbrav           | 2'24"24 |
| 2002  | Arlington Park     | High Chaparral       | M.3 | Irlande            | Sadler's Wells           | Michael Kinane            | Aidan O'Brien                  | Coolmore                        | With Anticipation | Falcon Flight     | 2'30"14 |
| 2001  | Belmont Park       | Fantastic Light      | M.5 | Royaume-Uni        | Rahy                     | Frankie Dettori           | Saeed bin Suroor               | Ecurie Godolphin                | Milan             | Timboroa          | 2'24"20 |
| 2000  | Churchill Downs    | Kalanisi             | M.4 | Irlande            | Doyoun                   | Johnny Murtagh            | Sir Michael Stoute             | S.A. Aga Khan                   | Quiet Resolve     | John's Call       | 2'26"96 |
| 1999  | Gulfstream Park    | Daylami              | M.5 | France             | Doyoun                   | Frankie Dettori           | Saeed bin Suroor               | S.A. Aga Khan & Godolphin       | Royal Anthem      | Buck's Boy        | 2'24"73 |
| 1998  | Churchill Downs    | Buck's Boy           | H.5 | États-Unis         | Bucksplasher             | Shane Sellers             | Noel Hickey                    | Quarter B Farm                  | Yagli             | Dushyantor        | 2'28"74 |
| 1997  | Hollywood Park     | Chief Bearhart       | M.4 | Canada             | Chief's Crown            | Jose Santos               | Mark Frostad                   | Sam-Son Farm                    | Borgia            | Flag Down         | 2'23"92 |
| 1996  | Woodbine           | Pilsudski            | M.4 | Royaume-Uni        | Polish Precedent         | Walter Swinburn           | Michael Stoute                 | Lord Weinstock                  | Singspiel         | Swain             | 2'30"20 |
| 1995  | Belmont Park       | Northern Spur        | M.4 | France             | Sadler's Wells           | Chris McCarron            | Ron McAnally                   | Charles Cella                   | Freedom Cry       | Carnegie          | 2'42"07 |
| 1994  | Churchill Downs    | Tikkanen             | M.3 | France             | Cozzene                  | Mike E. Smith             | Jonathan Peace                 | Augustin Stable                 | Hatoof            | Paradise Creek    | 2'26"50 |
| 1993  | Santa Anita Park   | Kotashaan            | M.5 | France             | Darshaan                 | Kent Desormeaux           | Richard Mandella               | La Presle Farm & Wertheimer     | Bien Bien         | Luazur            | 2'25"16 |
| 1992  | Gulfstream Park    | Fraise               | M.4 | États-Unis         | Strawberry Road          | Pat Valenzuela            | Bill Mott                      | Madeleine Paulson               | Sky Classic       | Quest For Fame    | 2'24"08 |
| 1991  | Churchill Downs    | Miss Alleged         | F.4 | France             | Alleged                  | Eric Legrix               | Pascal Bary                    | Fares Farm                      | Itsallgreektome   | Quest For Fame    | 2'30"95 |
| 1990  | Belmont Park       | In The Wings         | M.4 | France             | Sadler's Wells           | Gary Stevens              | André Fabre                    | Cheikh Mohammed                 | With Approval     | El Señor          | 2'29"60 |
| 1989  | Gulfstream Park    | Prized               | M.3 | États-Unis         | Kris S.                  | Eddie Delahoussaye        | Neil Drysdale                  | Meadowbrook Farm                | Sierra Roberta    | Sar Lift          | 2'28"00 |
| 1988  | Churchill Downs    | Great Communicator   | M.5 | États-Unis         | Key to the Kingdom       | Ray Sibille               | Thad Ackel                     | Class Act Farm                  | Sunshine Forever  | Indian Skimmer    | 2'35"20 |
| 1987  | Santa Anita Park   | Theatrical           | M.5 | Irlande            | Nureyev                  | Pat Day                   | Bill Mott                      | Allen E. Paulson                | Trempolino        | Village Star      | 2'24"40 |
| 1986  | Hollywood Park     | Manila               | M.3 | États-Unis         | Lyphard                  | Jose Santos               | LeRoy Jolley                   | Bradley M. Shannon              | Theatrical        | Estrapade         | 2'25"40 |
| 1985  | Aqueduct Racetrack | Pebbles              | M.4 | Royaume-Uni        | Sharpen Up               | Pat Eddery                | Clive Brittain                 | Cheikh Mohammed                 | Strawberry Road   | Mourjane          | 2'27"00 |
| 1984  | Hollywood Park     | Lashkari             | M.3 | France             | Mill Reef                | Yves Saint-Martin         | Alain de Royer-Dupré           | S.A. Aga Khan                   | All Along         | Raami             | 2'25"20 |